# هودو (سیرجان)
هودو یک روستا در ایران است که در شهرستان سیرجان واقع شده‌است.